# Rivière Mare aux Cochons
Die Rivière Mare aux Cochons ist ein Fluss im Westen der Insel Mahé der Seychellen.

## Geographie
Die Rivière Mare aux Cochons ist einer der Bäche, die im Mare aux Cochons (Schweinetümpel) im Distrikt Port Glaud, im Gebiet des Morne-Seychellois-Nationalparks, entspringen. Nur etwa 500 m weiter westlich auf der anderen Seite des Mare aux Cochons entspringt die Rivière Cascade, welche in die Rivière Mare aux Cochons nach einem Verlauf von ca. 3 km mündet. Die Rivière Mare aux Cochons verläuft von einer kleinen Ebene am Fuße des Mont Le Niol nach Süden. Kurz vor Port Launay mündet die Rivière Cascade und die Rivière Mare aux Cochons wendet sich auf Meereshöhe, auf der Landenge von Port Launay nach Osten. Kurz vor der Mündung in die Anse L’Islette nimmt sie noch die Rivière L’Islette auf.